# 九龍巴士270A線
九龍巴士270A線是香港一條新界市區巴士路線，來往上水及尖沙咀東（麼地道），途經粉嶺南、獅子山隧道、九龍塘、何文田、油麻地、佐敦及尖沙咀。
本路線另設下以下支線：
- 九龍巴士270C線，逢星期一至五繁忙時間來往粉嶺（聯和墟）及尖沙咀東（麼地道）。
- 九龍巴士270P線，逢星期一至六早上由上水單向開往九龍站，途經清河邨、粉嶺南、青沙公路、大角咀、旺角、油麻地、佐敦等地區[8]。

- 渣打馬拉松特別巴士路線R270，於渣打香港馬拉松舉行當日凌晨由上水單向前往尖沙咀東（麼地道），途經粉嶺站、粉嶺南、九龍塘及何文田，取道粉嶺公路、吐露港公路及獅子山隧道。此路線主要方便居住於北區的全程及半程馬拉松參賽健兒直達賽事起點，行車路線與270A線大致相同，但於九龍醫院站後改經公主道前往尖沙咀東（麼地道），而不經後者所途經之彌敦道。

除了以上支線，根據路線表令，本路線的整體系列總數共有9條（270A、270B、270C、270D、270P、270R、270S、R270）、T270）,是九巴分支路線最多的巴士路線。

## 簡介
踏入1990年代，粉嶺／上水新市鎮持續急速發展，班次疏落以及路線迂迴的70號線已不勝負荷。因此九龍巴士決定於1997年1月13日開辦此線，每日早上繁忙時間由彩園開往佐敦道碼頭。其後因九廣東鐵日漸飽和，經區議員多番爭取下，終於該線於2000年7月30日提升為全日雙向服務，而原來的70號線的客量亦因此大受打擊。當此路線提升至全日服務時，當局並無應居民要求將之繞經尖沙咀，卻容許當年轉為全日服務的屯門路線260X線繞經尖沙咀，受北區居民及區議會非議。多年來北區區議會一直爭取將此路線延長至尖沙咀，但被當局多次拒絕。
直至2009年8月九龍南綫通車，東鐵綫乘客不能再一程直達尖東站，令居民不滿，延長本路線至尖沙咀之建議終於在《2012-13年度北區巴士路線發展計劃》中出現，正式被建議繞經尖沙咀及以尖沙咀東（麼地道）作總站，去程及回程分別取道廣東道及彌敦道，取消平日繁忙時間往來中港碼頭的特別班次，進一步加強北區至九龍市區心臟地帶的巴士服務，同時提供281A線的獅子山隧道八達通轉乘計劃取代往來九龍鐵路站的服務。上述改動最終於2012年6月10日實施，但原本方案所建議去程取道廣東道的計劃，在最後落實的方案中，已改為取道九龍公園徑，其餘路線則與原本方案無異，令此路線成為北區首條往來尖沙咀的全日路線。本路線延長至尖沙咀後，由於能夠直達尖沙咀而毋須轉車，相比乘搭東鐵綫更有優勢，故此線延長後成功吸納部份港鐵客源，更吸引到北區乘客乘搭本線前往尖沙咀碼頭轉乘天星小輪往返港島中區及灣仔區。
於2013年，因應北區成為首個實行「區域性重組巴士路線」的地區，本路線往尖沙咀方向改經彌敦道（窩打老道至梳士巴利道路段），不再經佐敦道、廣東道及九龍公園徑，以提供更直接前往尖沙咀的服務及減少受塞車影響。

### 歷史
- 1997年1月13日：270A線開辦，由彩園單向開往佐敦道碼頭，只於繁忙時段服務。
- 1997年7月17日：270A線北區總站遷往上水，以騰出空間予新開辦的273A線。
- 2000年7月30日：270A線提升為全日雙向服務，九龍區總站同日起遷往九龍站。
- 2001年6月26日：270A線上午繁忙時段增設由上水單向開往中港碼頭之特別班次。
- 2003年9月29日：270A線下午繁忙時段增設由中港碼頭單向開往上水之特別班次。
- 2010年12月13日：270P線開辦，北區依270A路線行走，並繞經清河邨，然後沿吐露港公路、青沙公路、大角咀、彌敦道（旺角及油麻地）、佐敦道及廣東道，以中港碼頭為終站[16]。
- 2012年6月10日：270A線九龍區總站遷往遷往尖沙咀東（麼地道），並途經尖沙咀一帶，去程及回程分別取道九龍公園徑及彌敦道，並取消西九龍填海區的所有分站及取消繁忙時段來往中港碼頭的特別班次。同日，晨早特別線270P則改以九龍站為總站，取代本線原有之服務。
- 2013年8月17日：270A線往尖沙咀方向改經彌敦道及梳士巴利道，不經佐敦道、廣東道及九龍公園徑。
- 2013年11月16日：彌敦道站位進行重新安排[17]。

- 2014年12月18日：270A線增設到站時間預報。[18]
- 2015年3月21日：270P線增設到站時間預報。[19]

- 2016年4月11日：開設特別路線270C，由粉嶺（聯和墟）單向開往尖沙咀東（麼地道），逢星期一至五（公眾假期除外）開07:30[20]。
- 2018年9月16日：受超強颱風山竹襲港影響，該線全日暫停服務，風暴後翌日（9月17日）因港鐵上水站至大埔墟站之間及沿途道路受大量塌樹影響使鐵路及常規服務之巴士路線未能提供服務，港鐵方面亦未能提供免費穿梭巴士，上水區內除小巴和的士外，未有其他大型交通工具往來其他地方，因此本線於當日於約14:30只往來上水至九龍塘站（即窩打老道沙福道以南九龍塘官立小學對面）兩個站的特別班次，中途不停站。[21]，至22:00左右恢復於尖東（麼地道）開出，並改行臨時路線往來上水，270A線至9月18日頭班車恢復以原有路線行車及停站，特別班次270C、270P須於9月19日才復常。
- 2018年9月22日：270A線來回加停「獅子山隧道」站。[22]
- 2021年9月6日：270C線增設下午回程班次[23]；往尖沙咀東（麼地道）方向加停「粉嶺公路轉車站」。[24]
- 2021年12月18日：270P線星期六減至一班車[25]
- 2022年3月7日：270C線調整下午回程班次開出時間為18:00。[26]

- 2023年3月20日：270P線星期一至五班次減至一班車，並劃一星期一至六班次開出時間為07:20[27]。

## 服務時間及班次
270A
| 上水開           | 上水開       | 上水開       | 尖沙咀東（麼地道）開 | 尖沙咀東（麼地道）開 | 尖沙咀東（麼地道）開 |
| 日期             | 服務時間     | 班次（分鐘） | 日期                 | 服務時間             | 班次（分鐘）         |
| ---------------- | ------------ | ------------ | -------------------- | -------------------- | -------------------- |
| 星期一至五       | 05:30        | 05:30        | 星期一至五           | 06:15-08:15          | 30                   |
| 星期一至五       | 05:50-06:20  | 15           | 星期一至五           | 08:15-12:00          | 25                   |
| 星期一至五       | 06:20-08:00  | 12/13        | 星期一至五           | 12:00-15:00          | 20                   |
| 星期一至五       | 08:00-08:30  | 15           | 星期一至五           | 15:00-16:00          | 15                   |
| 星期一至五       | 08:30-17:10  | 20           | 星期一至五           | 16:00-17:00          | 12                   |
| 星期一至五       | 17:10-23:00  | 25           | 星期一至五           | 17:00-22:30          | 10                   |
|                  |              |              | 星期一至五           | 22:30-23:30          | 12                   |
| 23:30-00:00      | 15           |              | 星期一至五           |                      |                      |
| 00:20            |              |              | 星期一至五           |                      |                      |
| 星期六           | 05:30-07:10  | 20           | 星期六               | 06:15-12:30          | 25                   |
| 星期六           | 07:10-09:25  | 15           | 星期六               | 12:30-14:00          | 15                   |
| 星期六           | 09:25-18:25  | 12           | 星期六               | 14:00-18:00          | 12                   |
| 星期六           | 18:40、18:55 | 18:40、18:55 | 星期六               | 18:00-23:00          | 10                   |
| 星期六           | 19:15-23:00  | 25           | 星期六               | 23:00-00:00          | 15                   |
|                  |              |              | 星期六               | 00:20                |                      |
| 星期日及公眾假期 | 05:30-09:15  | 25           | 星期日及公眾假期     | 06:15-06:55          | 20                   |
| 星期日及公眾假期 | 09:15-09:55  | 20           | 星期日及公眾假期     | 06:55-12:20          | 25                   |
| 星期日及公眾假期 | 09:55-11:10  | 15           | 星期日及公眾假期     | 12:20-14:00          | 20                   |
| 星期日及公眾假期 | 11:10-16:10  | 12           | 星期日及公眾假期     | 14:00-17:00          | 15                   |
| 星期日及公眾假期 | 16:10-16:55  | 15           | 星期日及公眾假期     | 17:00-18:00          | 10                   |
| 星期日及公眾假期 | 16:55-19:15  | 20           | 星期日及公眾假期     | 18:00-20:00          | 12                   |
| 星期日及公眾假期 | 19:15-23:00  | 25           | 星期日及公眾假期     | 20:00-22:20          | 10                   |
|                  |              |              | 星期日及公眾假期     | 22:20-23:20          | 15                   |
| 23:20-00:20      | 20           |              | 星期日及公眾假期     |                      |                      |

270C
- 星期一至五：
  - 粉嶺（聯和墟）開：07:30
  - 尖沙咀東（麼地道）開：18:00

星期六、日及公眾假期不設服務
270P
- 上水開：
  - 星期一至六：07:20

星期日及公眾假期不設服務

## 收費
| 路線 | 全程收費 | 分段收費                                                                                         |
| ---- | -------- | ------------------------------------------------------------------------------------------------ |
| 270A | $16.9    | - 上水往牽晴間或之前：$5.4 - 過獅子山隧道後往尖沙咀東（麼地道）：$7.4 - 過粉嶺公路後往上水：$5.4 |
| 270C | $16.9    | - 過獅子山隧道後往尖沙咀東（麼地道）：$7.4 - 過粉嶺公路後往聯和墟：$5.4 - 粉嶺名都往聯和墟：$4.3 |
| 270P | $16.9    | - 過青沙公路後往九龍站：$7.4                                                                     |
| R270 | $25.6    | - 無分段收費                                                                                     |

| - 本線設有12歲以下小童及65歲或以上長者半價優惠。 - 65歲或以上香港居民使用「樂悠咭」，以及12歲以下合資格殘疾兒童使用「殘疾人士身份」個人八達通繳付車資，均可享有每程$2.0或半價（以較低者為準）的票價優惠；12至64歲合資格殘疾人士使用「殘疾人士身份」個人八達通（包括「樂悠咭」），以及60至64歲香港居民使用「樂悠咭」繳付車資，均可享有每程$2.0或全費（以較低者為準）的票價優惠。 - 65歲或以上長者如使用長者或一般個人八達通繳付車資，則只可享有半價優惠；12至64歲合資格殘疾人士如不使用「殘疾人士身份」個人八達通，以及60至64歲人士如不使用「樂悠咭」繳付車資，必須繳付全費。 - 乘客可以現金或八達通於上車時付款，不設找續。 - 每位成人乘客可免費攜帶最多兩名4歲以下而不佔座位的兒童乘客乘車，超額之4歲以下小童必須繳付小童車費乘車。 - 持有「九巴月票」之乘客在車票有效期內，每日可享最多10程任何九龍巴士及龍運巴士路線（包括本路線，以及聯營路線的九龍巴士／龍運巴士提供的班次；惟乘搭機場「A」及「NA」線則可享原價二七折優惠（不會計算每天10次合資格車程））；而B1線則每日可享最多各2程（不會計算每天10次合資格車程）。 - 九龍巴士、城巴、龍運巴士及陽光巴士全職員工及家屬（不包括外判職員）可免費乘搭本路線，惟必須拍職員或職員家屬八達通。 - 乘客亦可透過多元化電子支付系統（e度嘟）繳付車資，包括使用非接觸式VISA卡、JCB卡、萬事達卡、銀聯卡、美國運通、大來國際、Discover Card、Apple Pay、Google Pay、Samsung Pay、AlipayHK「易乘碼」、支付寶、WeChatHK／微信支付「搭車碼」、銀聯雲閃付「乘車碼」及BOC Pay「乘車碼」。乘客使用此付款方式，使用此支付方式的乘客可享有中途下車之分段收費，以及與其他九巴／龍運獨營路線或聯營線九巴／龍運班次之轉乘優惠，惟不適用於與非九巴／龍運路線之轉乘優惠，亦不能享有「公共交通費用補貼計劃」及「長者及合資格殘疾人士公共交通票價優惠計劃」。 - 帶粗體字者為雙向分段收費，乘客必須使用八達通（九巴月票除外）上車拍卡繳費，並於下車前後於指定巴士站裝設拍卡機確認八達通，方可享有分段收費優惠。 |

### 八達通轉乘優惠
乘客登上本線後150分鐘內以同一張八達通卡轉乘以下路線，或從以下路線登車後150分鐘內以同一張八達通卡轉乘本線，次程可獲車資折扣優惠：
270A/270C/270P ⇄ 北區區內線，次程可獲$4.2折扣優惠
- 270A往上水 → 73K往文錦渡、78K往沙頭角、79K往打鼓嶺、270任何方向、273B往清河邨或278K往聯和墟
- 73K往上水、78K往上水、79K往上水、270任何方向、273B往上水站或278K往粉嶺站 → 270A/270P往九龍
- 78K或79K往上水 → 270C往尖沙咀

270A ⇄ 70K，次程可獲$5.4折扣優惠
- 270A往上水 → 70K往清河
- 70K往華明 → 270A/270C往尖沙咀

270A ⇄ 78A，次程可獲$5.8折扣優惠
- 270A往上水 → 78A往皇后山
- 78A往粉嶺站 → 270A/270C往尖沙咀

270A/270C ⇄ 九龍市區路線，次程可獲$4.2折扣優惠
- 270A/270C往尖沙咀 → 1、1A、6、7往尖沙咀碼頭或7B往紅磡碼頭
- 1往竹園邨、1A往中秀茂坪、6往荔枝角、7或7B往樂富 → 270A往上水
- 270P往九龍站 → 1、1A、6或7往尖沙咀碼頭

270A/270C/270P ⇄ 粉嶺公路轉車站路線
- 270A/270C往尖沙咀東/270P往九龍站 ⇄ 73B、270B、270D、274、277A、277E、277P、277X、278A、278X、673／673P，首程或次程全程車資，以較高者為準

270P ⇄ 青沙公路路線
- 270P往九龍站 → 38B往海濱花園、240X往葵興站、249X往青衣站、270B往奧運站、270D往深水埗、272E往柏景灣、272P往葵興站、272X往旺角東站、280X往尖沙咀、286C往長沙灣、286P往荔枝角站、286X往深水埗、287P往旺角或287X往佐敦，次程車資全免
- 38B往海濱花園、240X往葵興站、249X往青衣站、270B往奧運站、270D往深水埗、272E往柏景灣、272P往葵興站、272X往旺角東站、280X往尖沙咀、286C往長沙灣、286P往荔枝角站、286X往深水埗、287P往旺角或287X往佐敦 → 270P往九龍站，回贈首程車資

| 第一程／第二程路線 | 第二程優惠車資              | 時限    |
| --- | --------------------------- | ------- |
| 72X、74A、80／80A／80P、80M、81C／281B／281X、 85、85A、85B、86、86A、86C、87B、87D／87E、 89、89B、270A／270C、271／271B／271P、281A | 成人：$4.2 小童／長者：$2.1 | 150分鐘 |

注意事項：

- 乘客可於各個可接駁第二程路線的巴士站轉車。
- 轉乘優惠不適用於轉乘同一路線或用"/"劃分的組別之路線。

官方網頁：請按此

## 使用車輛
路線開辦初期，只是使用2輛丹尼士巨龍9.9米巴士巴士行走。當本線改為全日服務後，則改以富豪奧林比安11米及12米為主力。2004年8月20日，九巴屯門車廠上水分廠首次派出超低地台巴士行走本線，包括富豪超級奧林比安12米及丹尼士三叉戟12米，均配歐盟三型引擎。
本線延長至尖沙咀一帶前，超低地台巴士佔全線用車不足一半。直至2011年9月19日起，本路線才先後引入一共8部全新投入服務的歐盟五型富豪B9TL12米低地台雙層空調巴士，令本線成為北區首條以這款新型環保巴士作為掛牌車的路線，亦曾是沙田車廠上水分廠最多歐盟五型雙層巴士的路線。不過，由2012年12月24日起，上水分廠全數的富豪B9TL 12米被調往同廠的271線。於2013年，此線曾換入一部披上了2013年癸巳蛇年的生肖全車身廣告的歐盟五型富豪B9TL 12米（AVBWU16／PJ5187），當時為上水分廠首次有車輛成為生肖巴士。
後來，本路線再換入多部歐盟五型富豪B9TL 12米低地台雙層空調巴士，但一直再沒有新車引入，直至2014年8月25日才引入一輛新出牌的亞歷山大丹尼士Enviro 500 MMC 12米（ATENU311／SW1912），是繼277X、373A線後，第三條引入該款巴士作掛牌車的北區巴士路線，但同年9月28日起，因277X線需大量換入歐盟四型以上環保引擎的巴士，該車被調往277X線，直至2015年2月14日才再引入3輛同款巴士（ATENU412／TE3842、ATENU413／TE3920、ATENU422／TE4134），其中（ATENU422／TE4134）更是Alexander Dennis車廠第3500部生產的Trident 3 / Enviro 500 / Enviro 500 MMC巴士。
本線與270B線合共獲派26輛 亞歷山大丹尼士Enviro 500 MMC 12米（ATENU）(E6X) 及1輛富豪B8L 12米（V6B）。因應此線晚間往上水方向客量高企，此線會由277X線、278X線、279X線及373線等抽調車輛行走。
| 車隊編號  | 車牌   |                |
| --------- | ------ | -------------- |
| ATENU942  | UA1227 | 上水車廠 (S)   |
| ATENU952  | UA2606 | 上水車廠 (S)   |
| ATENU1055 | UD1954 | 上水車廠 (S)   |
| ATENU1073 | UD4841 | 上水車廠 (S)   |
| ATENU1149 | UH6761 | 上水車廠 (S)   |
| ATENU1196 | UL297  | 上水車廠 (S)   |
| ATENU1288 | VD6795 | 上水車廠 (S)   |
| ATENU1342 | VH5624 | 上水車廠 (S)   |
| ATENU1345 | VH6415 | 上水車廠 (S)   |
| ATENU1415 | VL4459 | 荔枝角車廠 (L) |
| 3ATENU171 | VN7362 | 大埔車廠 (S)   |
| V6B135    | WM4817 | 上水車廠 (S)   |
| E6X75     | WN4810 | 上水車廠 (S)   |
| ATENU952  | UA2606 |                |
| ATENU1055 | UD1954 |                |
| ATENU1075 | UD5041 |                |
| ATENU1085 | UD6962 |                |
| ATENU1087 | UD7954 |                |
| ATENU1094 | UE1956 |                |
| ATENU1180 | UJ5442 |                |
| ATENU1181 | UJ5875 |                |
| ATENU1183 | UJ5604 |                |
| ATENU1356 | VJ6658 |                |
| ATENU1404 | VK7627 |                |
| V6B135    | WM4817 |                |
| E6X155    | XY5792 |                |
| E6X156    | XY5991 |                |
| E6X167    | XZ2669 |                |
| E6X168    | XZ4201 |                |
| E6X169    | XZ2998 |                |
| E6X172    | XZ3004 |                |

## 行車路線
270A

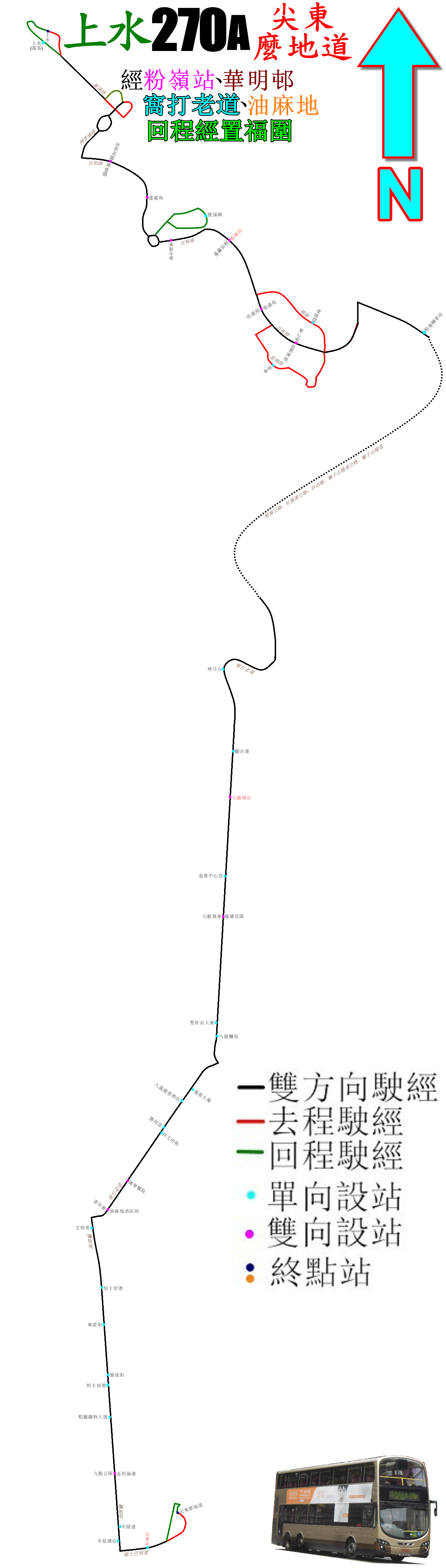
270A線的走線圖

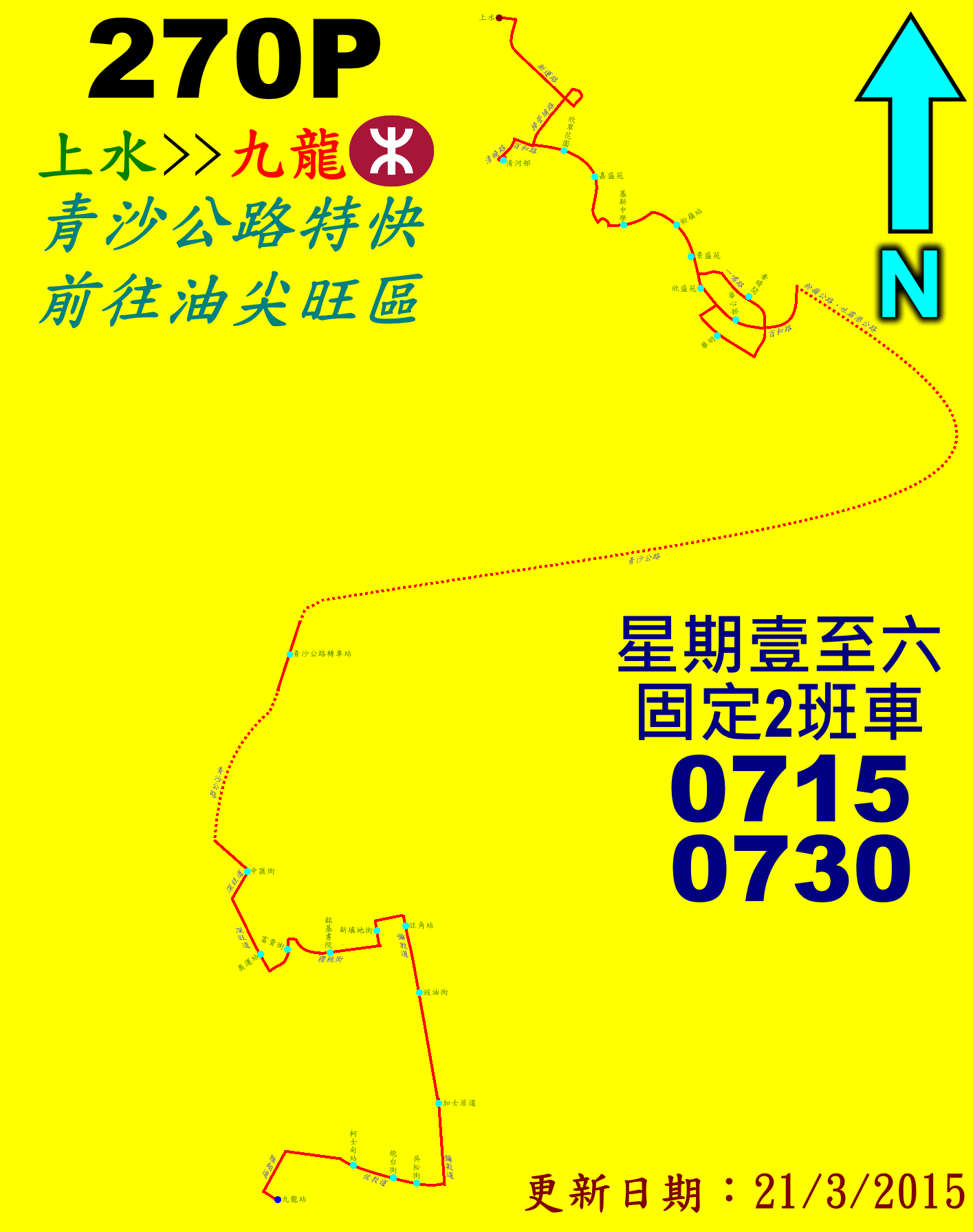
270P線的走線圖

上水開經：龍運街、新運路、掃管埔路、百和路、華明路、雷鳴路、華明邨巴士總站、雷鳴路、偉明街、百和路、一鳴路、百和路、粉嶺公路、吐露港公路、大埔公路-沙田段、沙田路、獅子山隧道公路、獅子山隧道、窩打老道、彌敦道及梳士巴利道。
尖沙咀東（麼地道）開經：麼地道、漆咸道南、梳士巴利道、彌敦道、窩打老道、獅子山隧道、獅子山隧道公路、沙田路、大埔公路—沙田段、吐露港公路、粉嶺公路、百和路、置福圍、百和路、掃管埔路及新運路。
270A線之具體停站請參考資訊框
270C

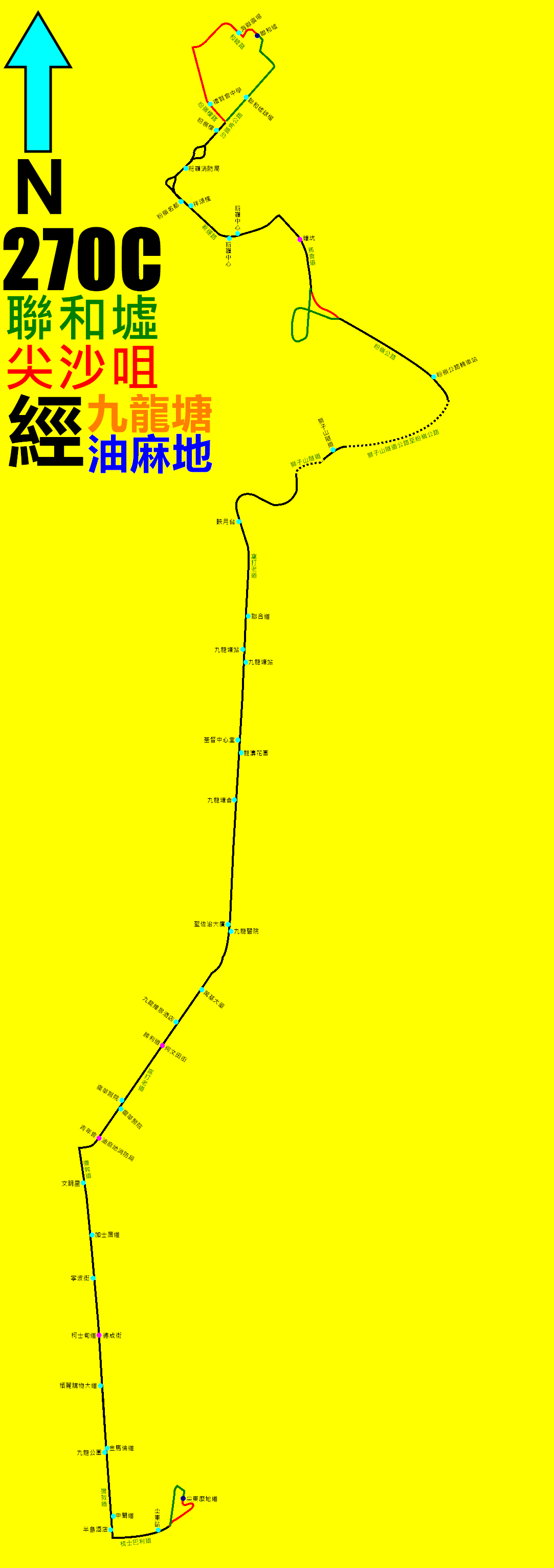
270C線的走線圖

聯和墟開經：和泰街、和睦路、粉嶺樓路、沙頭角公路–龍躍頭段、新運路、馬會道、粉嶺公路、吐露港公路、大老山公路、沙瀝公路、沙田路、獅子山隧道公路、獅子山隧道、窩打老道、彌敦道及梳士巴利道。
尖沙咀東（麼地道）開經：麼地道、漆咸道南、梳士巴利道、彌敦道、窩打老道、獅子山隧道、獅子山隧道公路、沙田路、大埔公路–沙田段、吐露港公路、粉嶺公路、支路、百和路、馬會道、新運路、沙頭角公路-龍躍頭段及聯安街
270C線之具體停站請參考資訊框
270P
經：龍運街、新運路、掃管埔路、百和路、清曉路、清河邨巴士總站、清曉路、百和路、華明路、雷鳴路、華明邨巴士總站、雷鳴路、偉明街、百和路、一鳴路、百和路、粉嶺公路、吐露港公路、大埔公路—沙田段、青沙公路（大圍隧道、沙田嶺隧道、尖山隧道）、荔寶路、連翔道、海輝道、深旺道、櫻桃街、大角咀道、未命名路、櫻桃街、亞皆老街、新填地街、旺角道、彌敦道、佐敦道、雅翔道及九龍站通道。
270P線之具體停站請參考資訊框
R270
經：龍運街、新運路、掃管埔路、百和路、華明路、雷鳴路、華明總站、雷鳴路、偉明街、百和路、一鳴路、百和路、支路、粉嶺公路、吐露港公路、大埔公路－沙田段、沙田路、獅子山隧道公路、獅子山隧道、窩打老道、公主道、漆咸道南及梳士巴利道
R270線之具體停站請參考資訊框

## 第一代的270P線
第一代的270P線於1996年6月24日投入服務，由榮輝中心開往翠麗花園（經天平邨及上水火車站），1999年9月5日起配合278K投入服務而停辦。

## 客量
270A線初時以九龍站為總站時，由於車費與港鐵車費的差距比其他地區相對為大，而且繞經粉嶺多個屋苑，路線較為迂迴，因此客量只屬一般，但晚間北行部分班次亦有出現頂閘情況。
其後本線延長至尖沙咀東（麼地道）後，成功開拓新的客源，加上東鐵綫載客量日漸飽和，基於本線可直達油尖旺區的心臟地帶，令客量穩步上揚，往九龍方向早上繁忙時間客量較高。此外，本線在平日晚間往上水方向經常出現頂閘，甚至出現於寧波街站後頂閘，導致部份於路線較後段的車站候車的乘客持續無法登車，引起部份市民提出加密班次的要求，惟至今九巴並無加班的趨勢。
2018年9月23日起，九龍巴士W3線配合廣深港高鐵通車而投入服務後，因其行車走線比本線更直接前往佐敦及尖沙咀，車資也較本線便宜，吸引了不少通勤人士改坐該線，本線的客流略有減少。此外由於九龍巴士W3線往上水的尾班車較本線晚，加上中途停沙田站及廣福，對本線及九龍巴士270S線也有一定的分流作用。
2020年：於映月台實地視察往上水方向之服務，平日下午6時至8時的平均載客率約為63%。
根據相關文件中的資料顯示，270C線載客率如下：
2020年6月下旬：平均載客率不超過50%。

## 重大事故
- 2006年10月17日：一輛行走本線前往上水的富豪超級奧林比安12米巴士（3ASV378／KP4535）於窩打老道近衛理道行駛時，失控剷上行人路，撞向一座大廈的簷篷，巴士車頂被撞至飛脫，一名路經的速遞員被捲入車底身亡，另有12人受傷。
- 2010年5月27日：一輛行走本線往上水的丹尼士三叉戟三型12米巴士（ATR242／JR8537）於吐露港公路近康樂園行駛時，車尾突然冒煙並發出強烈燒焦氣味，無人受傷。

## 未來發展
於2023-2024年度巴士路線計劃，建議削減每日下午繁忙時間至晚上時段往上水的班次，以調撥資源開辦270E線，270E線只於每日下午至晚上由尖沙咀東（麼地道）單向開往聯和墟，取道青沙公路。

### 引用
1. ↑  此站祇供落客
2. 1 2 3 4 5  設有拍卡機，下車乘客可到拍卡機領取車費回贈
3. 1 2  設有拍卡機，下車乘客可到拍卡機領取車費回贈，只適用於往尖沙咀方向
4. 1 2  . 九龍巴士（一九三三）有限公司.   [2023-07-09]. （原始内容存档于2023-06-25） （中文（香港））.
5. 1 2  . 九龍巴士（一九三三）有限公司.   [2023-07-09]. （原始内容存档于2023-06-25） （中文（香港））.
6. 1 2  . 九龍巴士（一九三三）有限公司.   [2023-07-09]. （原始内容存档于2023-06-25） （中文（香港））.
7. 1 2  . 九龍巴士（一九三三）有限公司.   [2023-07-09]. （原始内容存档于2023-06-25） （中文（香港））.
8. ↑  .   [2018-02-07]. （原始内容存档于2016-03-04）. （页面存档备份，存于）
9. ↑  .   [2007-07-30]. （原始内容存档于2020-11-01）. （页面存档备份，存于）
10. 1 2  《北區巴士傳奇2012》第20集 - 南征北討（下） （页面存档备份，存于），681巴士總站
11. ↑  北區區議會交通及運輸委員會第10次會議記錄 （页面存档备份，存于），2005-07-11（第55至63段）
12. ↑  2012-13年度北區巴士路線發展計劃 （页面存档备份，存于），P.18-20（附件5），北區區議會網站
13. ↑  北區巴士路線區域性模式重組簡要 （页面存档备份，存于），北區區議會文件，2013-03-25
14. ↑  九巴向署方倡重組北區巴士路線[]，有線新聞，2013-03-25
15. ↑  北區研19條巴士線重組 （页面存档备份，存于），星島日報，2013-03-26
16. ↑  .   [2018-02-07]. （原始内容存档于2020-11-05）. （页面存档备份，存于）
17. ↑  .   [2013-11-17]. （原始内容存档于2020-11-02）. （页面存档备份，存于）
18. ↑  〈http://www.kmb.hk/tc/news/press/archives/news201412182182.html （页面存档备份，存于） 九龍巴士（一九三三）有限公司，大欖隧道轉車站首設多功能客務站 九巴試驗手機版到站時間預報〉［新聞稿］，2014年12月18日。
19. ↑  〈http://www.kmb.hk/tc/news/press/archives/news201503212212.html 九龍巴士（一九三三）有限公司，100條九巴及龍運路線增設巴士到站時間預報〉［新聞稿］，2015年3月21日。
20. ↑   (PDF).   [2016-04-19]. （原始内容存档 (PDF)于2018-11-05）. （页面存档备份，存于）
21. ↑  .   [2018-09-18]. （原始内容存档于2020-11-04）. （页面存档备份，存于）
22. ↑   (PDF).   [2018-09-20]. （原始内容存档 (PDF)于2020-11-01）. （页面存档备份，存于）
23. ↑   (PDF).   [2021-09-01]. （原始内容 (PDF)存档于2022-01-29）. （页面存档备份，存于）
24. ↑   (PDF).   [2021-09-02]. （原始内容 (PDF)存档于2021-09-03）. （页面存档备份，存于）
25. ↑   (PDF).   [2021-12-14]. （原始内容 (PDF)存档于2021-12-17）. （页面存档备份，存于）
26. ↑   (PDF).   [2022-03-01]. （原始内容存档 (PDF)于2022-03-01）. （页面存档备份，存于）
27. ↑  .   [2023-03-06]. （原始内容存档于2023-03-06）. （页面存档备份，存于）
28. ↑  .   [2012-01-12]. （原始内容存档于2020-11-05）. 外部链接存在于|title= (帮助) （页面存档备份，存于）

### 書籍
- . 香港: BSI. : 149頁. ISBN 9628414739.
- 郭炳華. . 香港: 80M巴士專門店. 2010年. ISBN 962-8686-95-X.

## 外部連結
- 九龍巴士270A線官方網站路線資料 （页面存档备份，存于）
- 九龍巴士270P線官方網站路線資料 （页面存档备份，存于）
- YouTube：九巴270A線全程行車片段（往尖東(麼地道)）中英文字幕  （页面存档备份，存于）